# Oribatula knighti
Oribatula knighti är en kvalsterart som först beskrevs av Malcolm Luxton 1987.  Oribatula knighti ingår i släktet Oribatula och familjen Oribatulidae. Inga underarter finns listade i Catalogue of Life.